# Liste der Nintendo-Switch-Spiele/H
| Titel                                                             | Entwickler                        | Herausgeber                               | Genre                                 | Handel | Veröffentlichung D/A/CH                |
| ----------------------------------------------------------------- | --------------------------------- | ----------------------------------------- | ------------------------------------- | ------ | -------------------------------------- |
| Hacky Zack                                                        | Digerati                          | Digerati                                  | Puzzle                                | Nein   | 23. August 2018                        |
| Hair Mower 3D                                                     | Rising Win Tech.                  | Rising Win Tech.                          | Arcade                                | Nein   | 3. Februar 2020                        |
| Halcyon 6: Starbase Commander                                     | Smiling Buddha Games LLC          | Smiling Buddha Games LLC                  | Rollenspiel                           | Nein   | 31. Januar 2019                        |
| Half Dead                                                         | room710games                      | room710games                              | Adventure                             | Nein   | 12. Juni 2020                          |
| Half Past Fate                                                    | Way Down Deep                     | Way Down Deep                             | Rollenspiel                           | Nein   | 12. März 2020                          |
| Halloween Pinball                                                 | EnjoyUp Games                     | EnjoyUp Games                             | Flipper                               | Nein   | 26. Mai 2018                           |
| Hammerwatch                                                       | Crackshell                        | Blitworks                                 | Dungeon Crawler                       | Nein   | 23. Dezember 2017                      |
| Hamsterdam                                                        | Muse Games                        | Muse Games                                | Fighting                              | Nein   | 1. August 2019                         |
| Hand of Fate 2                                                    | Defiant Development               | Defiant Development                       | Dungeon Crawler                       | Nein   | 17. Juli 2018                          |
| Hang The Kings                                                    | Minimol Games                     | QUByte Interactive                        | Puzzle                                | Nein   | 23. April 2020                         |
| Happy Animals Bowling                                             | room710games                      | room710games                              | Party                                 | Nein   | 29. November 2019                      |
| Happy Birthdays                                                   | Arc System Works Toybox Inc.      | NIS America                               | Lebenssimulation                      | Ja     | 8. Juni 2018                           |
| Happy Words                                                       | LAN - GAMES EOOD                  | LAN - GAMES EOOD                          | Brettspiel                            | Nein   | 29. Mai 2019                           |
| Hard West                                                         | CreativeForge Games               | Forever Entertainment                     | Adventure                             | Nein   | 7. März 2019                           |
| Hardcube                                                          | Lever Software                    | Big Way                                   | Platformer                            | Nein   | 15. Mai 2020                           |
| Harvest Life                                                      | bumblebee                         | Koch Media                                | Landwirtschaftssimulation             | Ja     | 30. November 2018                      |
| Harvest Moon: Eine Welt                                           | Natsume                           | Thunderful                                | Landwirtschaftssimulation Rollenspiel | Ja     | 5. März 2021                           |
| Harvest Moon: Licht der Hoffnung                                  | Natsume                           | Thunderful                                | Landwirtschaftssimulation Rollenspiel | Ja     | 28. Juni 2018                          |
| Harvest Moon: Mad Dash                                            | Natsume                           | Rising Star Games                         | Landwirtschaftssimulation Rollenspiel | Ja     | 29. Oktober 2019                       |
| Harvest Moon: The Winds of Anthos                                 | Appci Natsume                     | Natsume                                   | Landwirtschaftssimulation Rollenspiel | Ja     | 6. Oktober 2023                        |
| Has-Been Heroes (Retail exklusiv bei Gamestop)                    | Frozenbyte                        | GameTrust                                 | Strategie                             | Ja     | 4. April 2017                          |
| Hasbro Game Night for Nintendo Switch                             | Ubisoft                           | Ubisoft                                   | Brettspiel                            | Ja     | 30. Oktober 2018                       |
| Hatsune Miku: Project DIVA Mega Mix                               | Sega AM2                          | Sega                                      | Rhythmusspiel                         | Nein   | 15. Mai 2020                           |
| HAUNTED: Halloween '86                                            | Retrotainment Games               | Mega Cat Studios                          | Platformer                            | Nein   | 8. November 2019                       |
| Haunted Dungeons: Hyakki Castle                                   | Happinet                          | Happinet Corporation                      | Rollenspiel                           | Nein   | 30. August 2018                        |
| Hayfever                                                          | Pixadrome                         | Zordix                                    | Platformer                            | Nein   | 25. Februar 2020                       |
| Headball Soccer Deluxe                                            | Baltoro Media Group               | Baltoro Media Group                       | Fußball                               | Nein   | 28. Juni 2019                          |
| Headliner: NoviNews                                               | Unbound Creations                 | Unbound Creations                         | Adventure                             | Nein   | 5. September 2019                      |
| Headsnatchers                                                     | IguanaBee                         | Iceberg Interactive                       | Sport                                 | Nein   | 7. November 2019                       |
| Headspun                                                          | Wales Interactive                 | Wales Interactive                         | Adventure                             | Nein   | 30. August 2019                        |
| Heart&Slash                                                       | Aheartfulofgames                  | Badland Games                             | Brawler Rogue-like                    | Nein   | 22. Dezember 2017                      |
| Heave Ho                                                          | Le Cartel Studio                  | DOUBLE DRIVE GAMES                        | Action                                | Nein   | 29. August 2019                        |
| Heaven Dust                                                       | One Gruel Studio                  | indienova                                 | Adventure                             | Nein   | 27. Februar 2020                       |
| Hellblade: Senua's Sacrifice                                      | Ninja Theory                      | Ninja Theory                              | Action-Adventure                      | Nein   | 11. April 2019                         |
| Hell is Other Demons                                              | Cuddle Monster Games              | Kongregate                                | Shoot 'em Up Platformer               | Nein   | 18. April 2019                         |
| Hell Warders                                                      | PQube                             | PQube                                     | Tower Defense Action-Rollenspiel      | Nein   | 21. Februar 2019                       |
| Hellmut: The Badass from Hell                                     | Volcanicc                         | Grindstone Games                          | Shoot 'em up                          | Nein   | 3. Mai 2019                            |
| Hello Kitty Kruisers With Sanrio Friends                          | Scarab Entertainment              | Rising Star Games                         | Rennspiel                             | Ja     | 26. April 2018                         |
| Hello Neighbor                                                    | Dynamic Pixels                    | tinyBuild Games                           | Stealth                               | Nein   | 27. Juli 2018                          |
| Hello Neighbor: Hide and Seek                                     | Dynamic Pixels                    | tinyBuild Games                           | Stealth                               | Nein   | 7. Dezember 2018                       |
| Help Me Doctor                                                    | Angry Angel Games                 | Ultimate Games                            | Simulation                            | Nein   | 10. Februar 2020                       |
| Help Will Come Tomorrow                                           | Arclight Creations                | Klabater                                  | Adventure                             | Nein   | 21. April 2020                         |
| Henry the Hamster Handler                                         | Pocket Money Games                | Pocket Money Games                        | Arcade                                | Nein   | 18. Mai 2018                           |
| Her Majesty’s Spiffing: The Empire Staggers Back                  | Billy Goat Entertainment          | Billy Goat Entertainment                  | Point-and-Click-Adventure             | Nein   | 1. Februar 2018                        |
| Hero Express                                                      | Fantastico Studio                 | Fantastico Studio                         | Rennspiel                             | Nein   | 5. Juli 2019                           |
| Heaven Dust                                                       | One Gruel Studio                  | indienova                                 | Adventure                             | Nein   | 27. Februar 2020                       |
| Hero must die. Again                                              | G-Mode Pyramid                    | Degica                                    | Rollenspiel                           | Nein   | 27. Februar 2020                       |
| Heroes Trials                                                     | Ratalaika Games                   | Ratalaika Games                           | Adventure                             | Nein   | 25. Januar 2019                        |
| Heroine Anthem Zero episode 1                                     | Winking Entertainment             | Winking Entertainment                     | Action-Adventure                      | Nein   | 23. Mai 2019                           |
| Heroki                                                            | Picomy                            | Picomy                                    | Adventure                             | Nein   | 20. Juli 2018                          |
| Heroland                                                          | FuRyu Marvelous                   | Marvelous Europe                          | Adventure                             | Nein   | 31. Januar 2020                        |
| Hexa Maze                                                         | Treva Entertainment               | Treva Entertainment Retail: Markt+Technik | Puzzle                                | Ja     | 14. Februar 2019 Retail: 28. März 2019 |
| HexaGravity                                                       | Forsaken Games                    | Forsaken Games                            | Platformer                            | Nein   | 3. Mai 2019                            |
| Hexagroove: Tactical DJ                                           | Ichigoichie AB                    | Ichigoichie AB                            | Rhythmusspiel                         | Nein   | 3. Oktober 2019                        |
| Hexologic                                                         | MythicOwl                         | MythicOwl                                 | Puzzle                                | Nein   | 12. Juni 2018                          |
| Hidden                                                            | Sabec                             | Sabec                                     | Adventure                             | Nein   | 20. September 2019                     |
| Hidden Folks                                                      | Adriaan de Jongh                  | Adriaan de Jongh                          | Puzzle                                | Nein   | 31. Oktober 2018                       |
| Hidden in Plain Sight                                             | Adam Spragg Games                 | Adam Spragg Games                         | Action Party                          | Nein   | 12. März 2020                          |
| Hidden Through Time                                               | Crazy Monkey                      | Crazy Monkey                              | Puzzle                                | Nein   | 12. März 2020                          |
| High Noon Revolver                                                | Mike Studios                      | Renante Silvestre                         | Adventure Shoot 'em up                | Nein   | 23. Juli 2019                          |
| Highrise Heroes: Word Challenge                                   | Fallen Tree Games                 | Fallen Tree Games                         | Adventure Puzzle                      | Nein   | 9. Mai 2020                            |
| Hill Climbing Mania                                               | 11Sheep                           | 11Sheep                                   | Rennspiel                             | Nein   | 28. Mai 2020                           |
| Him & Her                                                         | Etsy                              | QUByte Interactive                        | Adventure                             | Nein   | 11. Juni 2020                          |
| Himno                                                             | David Moralejo Sánchez            | Ratalaika Games                           | Brawler Rogue-like                    | Nein   | 6. September 2019                      |
| Hiragana Pixel Party                                              | Springloaded                      | Springloaded                              | Rhythmusspiel                         | Nein   | 16. Dezember 2017                      |
| History 2048                                                      | Run-Down Games                    | Run-Down Games                            | Puzzle                                | Nein   | 1. März 2019                           |
| Hive Jump                                                         | Graphite Lab                      | Graphite Lab                              | Rollenspiel                           | Nein   | 11. Januar 2019                        |
| Hob: The Definitive Edition                                       | Runic Games                       | Perfect World                             | Adventure                             | Nein   | 4. April 2019                          |
| Hoggy 2                                                           | Raptisoft                         | Ratalaika Games                           | Platformer                            | Nein   | 26. Juli 2019                          |
| Holedown                                                          | webbfarbror AB                    | webbfarbror AB                            | Puzzle                                | Nein   | 13. November 2019                      |
| Hollow                                                            | MMEU                              | Forever Entertainment                     | Action                                | Nein   | 22. Februar 2018                       |
| Hollow Knight                                                     | Team Cherry                       | Team Cherry Retail: Fangamer              | Metroidvania                          | Nein   | 12. Juni 2018 Retail: 31. Mai 2019     |
| Holy Potatoes! A Weapon Shop?!                                    | Daylight Studios                  | Rising Star Games                         | Simulation                            | Nein   | 12. Juli 2018                          |
| Holy Potatoes! We’re in Space?!                                   | Daylight Studios                  | Rising Star Games                         | Simulation                            | Nein   | 17. Januar 2019                        |
| Home Escape                                                       | Anna Skibińska Pat-o-logic Studio | Anna Skibińska Pat-o-logic Studio         | Action                                | Nein   | 21. Juni 2019                          |
| Home Sheep Home: Farmageddon Party Edition                        | Aardman Animations                | Aardman Animations                        | Adventure                             | Nein   | 18. Oktober 2019                       |
| Homo Machina                                                      | ARTE Experience                   | ARTE Experience                           | Adventure Puzzle                      | Nein   | 25. April 2019                         |
| Hook                                                              | Rainbow Train                     | Rainbow Train                             | Puzzle                                | Nein   | 14. März 2019                          |
| Hookbots                                                          | Tree Interactive                  | Tree Interactive                          | Fighting                              | Nein   | 28. August 2019                        |
| Hopping girl KOHANE Jumping Kingdom: Princess of the Black Rabbit | D-O                               | D-O                                       | Platformer Puzzle                     | Nein   | 29. August 2019                        |
| Horizon Chase Turbo                                               | Aquiris                           | Aquiris                                   | Rennspiel                             | Nein   | 28. November 2018                      |
| Horizon Shift '81                                                 | Funbox Media                      | Funbox Media                              | Action                                | Nein   | 20. Dezember 2018                      |
| Horror Bundle Vol. 1                                              | Digerati                          | Digerati                                  | Action                                | Nein   | 3. April 2020                          |
| Horror Pinball Bundle                                             | Super PowerUp Games               | Super PowerUp Games                       | Flipper                               | Nein   | 25. Oktober 2019                       |
| Horse Farm                                                        | upjers                            | upjers                                    | Simulation                            | Nein   | 29. Januar 2020                        |
| Hot Gimmick Cosplay-jong for Nintendo Switch                      | Psikyo                            | Zerodiv                                   | Mahjong                               | Nein   | 4. Oktober 2018                        |
| Hot Springs Story                                                 | Kairosoft                         | Kairosoft                                 | Simulation                            | Nein   | 11. Oktober 2018                       |
| Hotel Dracula                                                     | Ultimate Games                    | Ultimate Games                            | Simulation                            | Nein   | 26. April 2019                         |
| Hotel Transsilvanien 3: Monster über Bord                         | TBA                               | Bandai Namco Entertainment                | Action                                | Ja     | 13. Juli 2018                          |
| Hotline Miami Collection                                          | Dennaton Games                    | Devolver Digital                          | Action                                | Nein   | 19. August 2019                        |
| House Flipper                                                     | Empyrean                          | Ultimate Games                            | Lifestyle                             | Nein   | 12. Juni 2020                          |
| House of Golf                                                     | Atomicom                          | Atomicom                                  | Fun-Golf                              | Nein   | 8. November 2019                       |
| Hover                                                             | Fusty Game Midgar Studio          | Playdius                                  | Action-Adventure                      | Nein   | 20. September 2018                     |
| How To Take Off Your Mask Remastered                              | Roseverte                         | Ratalaika Games                           | Visual Novel                          | Nein   | 5. Februar 2021                        |
| Hue                                                               | Fiddlesticks                      | Curve Digital                             | Adventure Puzzle                      | Nein   | 6. Juni 2019                           |
| Human: Fall Flat                                                  | No Brakes Games                   | Curve Digital Retail: Super Rare Games    | Puzzle                                | Ja     | 7. Dezember 2017 Retail: 9. März 2018  |
| Human Resource Machine                                            | Tomorrow Corporation              | Tomorrow Corporation                      | Puzzle                                | Nein   | 23. März 2017                          |
| Human Rocket Person                                               | 2nd Studio I/S                    | 2nd Studio I/S                            | Platformer                            | Nein   | 27. Juni 2019                          |
| Hungry Baby: Party Treats                                         | Digital Melody                    | QubicGames                                | Action Puzzle                         | Nein   | 24. Mai 2019                           |
| Hungry Shark World                                                | Ubisoft                           | Ubisoft                                   | Arcade                                | Nein   | 17. Juli 2018                          |
| Huntdown                                                          | Easy Trigger Games                | Coffee Stain                              | Action                                | Nein   | 12. Mai 2020                           |
| Hunter's Legacy: Purrfect Edition                                 | Lienzo                            | Lienzo                                    | Adventure                             | Nein   | 13. Dezember 2018                      |
| Hunting Simulator                                                 | Bigben Interactive                | Bigben Interactive                        | Simulation                            | Ja     | 10. Juli 2018                          |
| Hyper Jam                                                         | Bit Dragon                        | Bit Dragon                                | Fighting                              | Nein   | 17. April 2020                         |
| Hyper Light Drifter                                               | Playism                           | Playism                                   | Action-Adventure                      | Nein   | 6. September 2018                      |
| Hyper Sentinel                                                    | Four5six Games                    | Huey Games                                | Shoot 'em up                          | Nein   | 11. Mai 2018                           |
| Hypercharge: Unboxed                                              | Digital Cybercherries             | Digital Cybercherries                     | Rollenspiel                           | Nein   | 31. Januar 2020                        |
| Hyperforma                                                        | HeroCraft                         | HeroCraft                                 | Action                                | Nein   | 5. September 2019                      |
| Hyperide                                                          | Kool2Play                         | Kool2Play                                 | Arcade                                | Nein   | 30. Januar 2019                        |
| Hyperide: Vector Raid                                             | Kool2Play                         | Arts Alliance                             | Arcade                                | Nein   | 21. November 2018                      |
| Hyperlight Ultimate                                               | CatfishBlues Games                | CatfishBlues Games                        | Shoot 'em up                          | Nein   | 18. Juli 2019                          |
| HyperParasite                                                     | Troglobytes Games                 | QubicGames                                | Action                                | Nein   | 3. April 2020                          |
| Hyperspace Delivery Service                                       | Zotnip Games                      | Zotnip Games                              | Adventure                             | Nein   | 24. März 2020                          |
| Hyrule Warriors: Definitive Edition                               | Omega Force Team Ninja            | Nintendo                                  | Hack & Slay                           | Ja     | 18. Mai 2018                           |